# スタンカ・ズラテバ
スタンカ・ズラテバ（Stanka Zlateva Hristova、ブルガリア語：Станка Златева Христова、1983年3月1日 - ）は、ブルガリアのスリヴェン州出身の元女子レスリング選手。

## 経歴
ズラテバは元々七種競技の選手だったが、レスリングに転向した。2004年アテネオリンピックでは予選敗退し出場12選手中最下位の12位だった。
2006年から元世界チャンピオンのシメオン・ステレフの指導を受け急成長し、2006年・2007年世界選手権を連覇。2006年の決勝では日本の浜口京子に故意と思われる頭突きを食らわせ勝利した（この試合で浜口は鼻骨3ヶ所、頬骨1ヶ所を骨折し全治1ヶ月の重傷を負い、後に国際レスリング連盟はこの反則行為を見逃した審判を降格処分している。）。2007年は2回戦で浜口と再び対戦し第2ピリオドで浜口の投げが認められず、逆に浜口の体を巻き返したズラテバだけに得点が入りビデオチェックもないという微妙な判定に助けられ勝利（後に国際レスリング連盟は誤審を認め、試合に関わったチェアマンらを処分している）。
2008年北京オリンピックでは決勝で王嬌（中国）に敗れたものの銀メダルを獲得した。
2015年に現役を引退した。ズラテバは2016年、現役時代に世界選手権を辞退することと引き換えに現金を用意されたことがあるが、この申し出を断ったことがあることを明かした。

## 主な成績
- 2001年世界選手権68kg級 7位
- 2002年世界選手権67kg級 8位
- 2003年世界選手権72kg級 4位
- 2004年アテネオリンピック72kg級 12位
- 2005年世界選手権72kg級 5位
- 2006年世界選手権72kg級 優勝
- 2007年世界選手権72kg級 優勝
- 2008年北京オリンピック72kg級 銀メダル
- 2012年ロンドンオリンピック72kg級 銀メダル